# ベーム・システム (クラリネット)

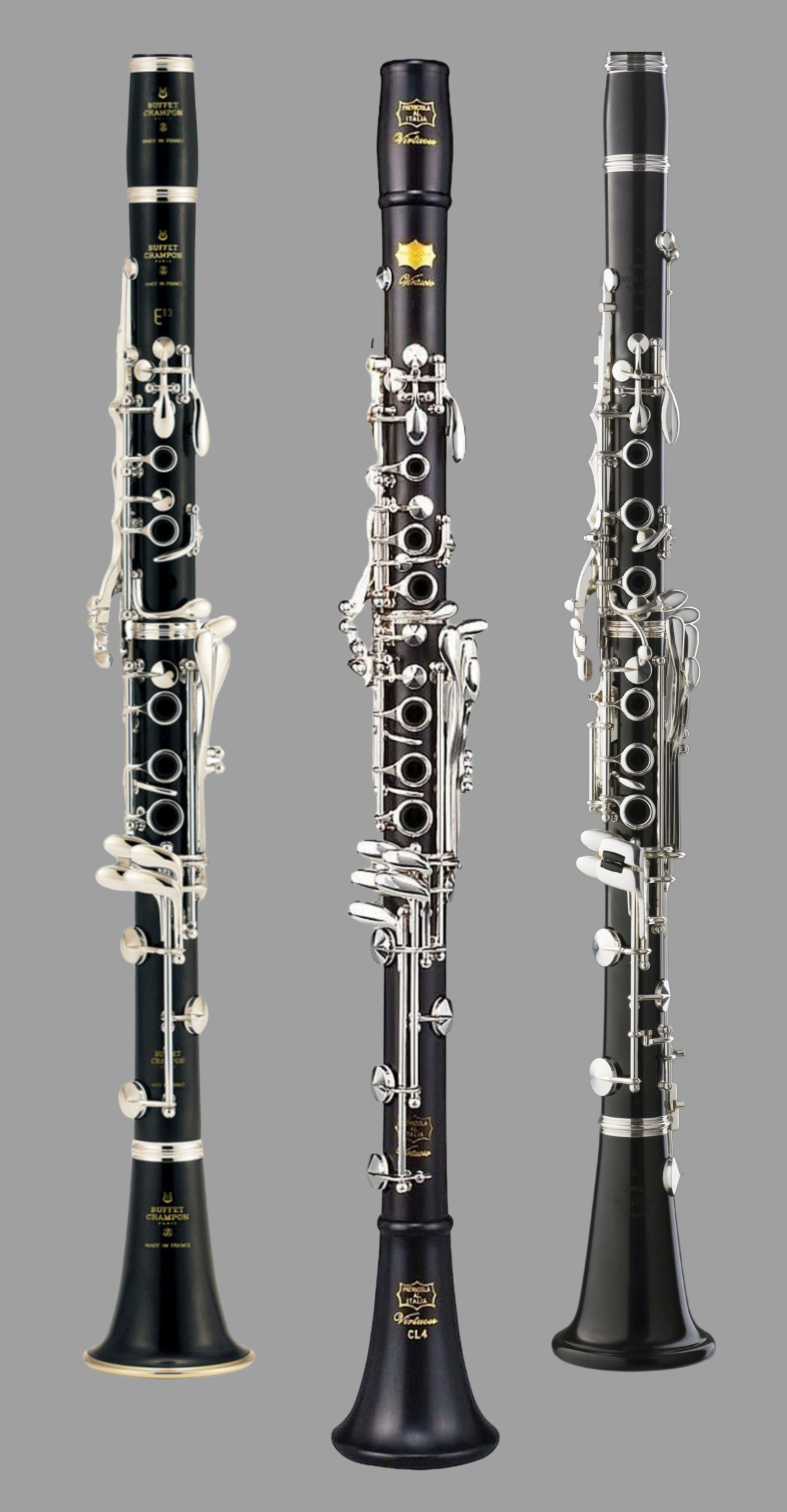
1. 17キー6リングのベーム式クラリネット
2. 19キー7リングのフルベームクラリネット
3. 22キー7リングのベーム式クラリネット- リフォームド・ベーム・システム

クラリネットのためのベーム・システム（英: Boehm system）は、クラリネットのキイ機構のシステムである。1839年および1843年に イアサント・クローゼおよびオーギュスト・ビュッフェjeuneによって開発された。名称には幾分ごまかしがある。このシステムは、テオバルト・ベームのフルートのためのシステムから発想を得たものであるが、クラリネットが、フルートのようにオクターブではなく、12度でオーバーブローイングするため、このシステムとは必然的に異なる。ベーム自身その開発には関与していない。
クローゼとビュッフェは標準的なソプラノクラリネットに取り組み、深刻なイントネーション（音程）の問題を是正するためにアッパージョイントとロワージョイントの両方にリングおよび軸キイ機構システムを適応し、左手と右手の小指のための重複キイを追加した。これによって、楽器の音域全域にわたるいくつかの困難なアーティキュレーションが単純された。
ベーム式クラリネットは当初フランスで最も成功を収めた。1870年代の終わりまでにはフランスで使用されるほぼ唯一のクラリネットの種類であった。しかし、ベルギー、イタリア、およびアメリカでは1870年代に、イングランドでは1890年代にアルバート・システムクラリネットとその後継システムを置き換え始めた
。20世紀初頭には、ドイツ、オーストリア、ロシア以外の奏者によって使われる実質的に全てのクラリネットがベーム式あるいはその派生形であった。広く流通するクローゼおよびビュッフェのクラリネットの唯一の修正システムは、1870年代にビュッフェによって導入されたフルベーム・システムクラリネットである。

## 開発
クラリネットは19世紀初頭には8つのキイを獲得していたにもかかわらず、洗練されてない楽器であった。1812年、イヴァン・ミュラーはこの楽器を改造し、キイの数を13に増やしました。他の製作者もミュラーの設計に小さな改良を加えたが、ベーム式のクラリネットはミュラー後の最初の完全に再設計されたキイシステムであった。

### 楽器がどのように変化したか
フルートのためにベームが作り上げたリングキイは、他の楽器発明家らに、より物理的敏捷性を可能にする論理的な運指システムを考案するための手段を与えた。リングキイおよびニードル（針状）スプリングがクローゼとビュッフェの新設計に適応した2つの主要要素であった。しかしながら、クローゼとビュッフェはベームのフルベンティング（キイを押していない場合には音孔が全て開放されているシステム）の構想は取り入れなかった。リングキイによりクロスフィンガリングの問題が事実上解消された。これらのリングは音孔を取り囲み、指が音孔を覆ったときに、金属製のリングを孔の上面と同じ高さまで押し下げるようにしている。リングは、長い軸（ベームのフルートから直接借用されたもの）に接続されており、この機構によって楽器の他の場所にある別の孔がパッド付きのキイで覆われる。Clarinette à anneaux mobiles（可動リング付きクラリネット）の独創的な発明として、ビュフェは、軸に取り付けられたキイの開閉を制御するために、ニードルスプリングを利用した。ニードルスプリングは、クラリネットの木製の胴に直接ねじ込まれた支柱に取り付けられており、極めて短い回転軸を持つキイ以外のすべてのキイに使用されている。前者では、それぞれのキイの下面に縦方向に取り付けられた単純なリーフスプリングが引き続き使用されている。これはベーム以前の木管楽器のキイの操作方法である。

### 結果
ベーム・システムクラリネットの音響、音調、および奏法はベーム以前のクラリネットから決定的に異なる。シャックルトンは、「特に、2 cmほどの間隔をおいて、かなり小さな音孔を持つベーム以前のクラリネットと、1 cmほどの間隔で音孔を持つベーム式の楽器とでは、非常に異なる特性を持つことが容易に理解できる」と書いている。個々の音の音色や音階のイントネーションは、共鳴間の正確な関係に依存する。例えば、2つ目の主要な共鳴が、基音より1オクターブと5度上に正確に位置していない場合、共鳴が適切に構築されていないため、結果的に活気のない音色になってしまう。ベーム・システムクラリネットの音色は、以前のシステムのベールに包まれた音色よりも開放的である。クロスフィンガリングにより閉じた穴の数が増えるが、これもベーム以前のクラリネットの鈍い音色の原因である。ベーム・システムクラリネットでは、キイ制御の進歩により、このような指使いが少なくなり、より多くの穴が開き、ベーム以前のクラリネットの独特の色を排した、より鮮やかな音色が得られるようになった。さらに、キイ制御の進歩は、演奏者の技術的容易さを著しく改善した。ベーム・システムクラリネットの奏者は、より連続した運指パターンを使って演奏できるようになり、速いパッセージ（走句）の正確性が向上した。

## フルベームクラリネット
フル・ベーム・システムクラリネットは、クローゼとビュッフェの1843年の設計を改良した唯一のクラリネットであるが、その複雑さ、重さ、価格の高さから、基本設計に取って代わるものとはならなかった。4つの改良により、より合理化された運指システムが実現した。最初の改良点は、楽器に7番目のリングを追加したことである。これによって、現代サクソフォーンのものとよく似た、クロスフィンガリングによるE♭’/B♭’’が音域に追加された。次に、連結されたC♯'/G♯'キイが追加され、B/C♯' およびF♯'/G♯' のトリルをほぼ完璧な音程で、より単純な運指パターンで演奏することが可能になった。低いE♭キイも追加された。これは、以前のクラリネットには存在しなかった音で、作曲家によっては必要とされる。E♭キイの追加は、AクラリネットのパートをB♭の楽器で目視で移調しなければならないときにも便利で、前者の最も低い音、（書かれた）E（クラリネットシステムの実用的な音域の一部であるため、しばしば要求される）を後者の（書かれた）E♭として演奏することができる。最後に、左手薬指のためのA♭/E♭’’ のキイが追加され、特定のパッセージをより効率的な運指で演奏できるようになった。現在では、アマティとパトリコラが主に生産している。

## その他の改良されたベーム・システム
ベーム・システムに基づいた新しいクラリネットのキイシステムを作るために、他にも膨大な数の試みがなされてきた。今でも少数の音楽家に使用されているものもあるが、実質的に受け入れられたものはない。

### マッツェオ・システム
マッツェオ・システムは1950年代にロザリオ・マッツェオによって発明された。その主な特徴は、右手のリングキイの指のいずれか1つによって相されるリンク機構である。この機構は、レジスターキイを仕様する代わりに、 スロートB♭を演奏するための3つ目の右手人差し指トリルキイを開く。これによって、レジスターキイの小さな孔を使ってB♭を出すことによる音色の妥協を避けることができる。

### マッキンタイア・システム
マッキンタイア・システムは、コネチカット州ノーガタックのロバート・マッキンタイアとトーマス・マッキンタイアによって1959年に特許が取られた。彼らは、 左手のリングキイのみを使ってスロートノート（喉音; A♭、A、およびB♭）を制御するための新機構を開発し、これによってこれらの音を左手の位置を移動させることなく演奏することが可能になった。それ以外については、運指は標準的なベーム・システムのものと同じである。
マッキンタイア兄弟は自身のシステムを使ってクラリネットの製造販売を行ったが、販売する上で苦戦を強いられた。クラリネット奏者が新しいスロートノートの運指を学ばなければならないこと以外に、このシステムの主な欠点は、重さと機構の複雑さであった。改良のための資金が不足していたため、マッキンタイア兄弟は大手クラリネットメーカーにこのシステムを導入してもらおうとしたが、合意に達することができず、この楽器の生産は中止された。

### NXシステム
NXシステムは、音響学者・クラリネット奏者のArthur Benadeによって1970年代から死去する1987年まで開発された。NXクラリネットは独特なボア形状を有する。加えて、標準ベーム・システムとの違いには、自動機構を通して左手親指によって操作されるレジスターキイとスロートBフラットのための別々の孔、いくつかの冗長な音孔の削除（これにより運指が少し変化する）、ボア内の乱流を最小化するための音孔の間隔、音孔の深さ、キイパッドの高さの改良がある。
カナダのクラリネット製作者スティーブン・フォックスはBenadeの方向性に沿ってさらなる研究を行い、現在特注のNXシステムクラリネットを販売している。

### リフォームド・ベーム・システム
ヴーリッツァーリフォームド・ベーム・システムは、フリッツ・ヴーリッツァーによって20世紀の中頃に開発された。リフォームド（改革）ベーム式クラリネットは現在ノイシュタット・アン・デア・アイシュにある "Herbert Wurlitzer Manufaktur für Holzblasinstrumente GmbH"ならびにその他いくつかのドイツのクラリネットメーカーによって製造されている。本システムはエーラー・システムのボア特性とベーム式の運指を組み合わせている。このシステムと標準ベーム式との間の実際の使用時の違いには、異なるアルティッシモ運指、より小さな手の位置、より大きなボア抵抗などである。